# Jagdschloss Ahrensdorf
Koordinaten: 52° 11′ 53,6″ N, 13° 10′ 46,6″ O
Das Jagdschloss Ahrensdorf befindet sich zwischen Ahrensdorf und Löwendorf in der Gemeinde Nuthe-Urstromtal in Brandenburg.

## Geschichte

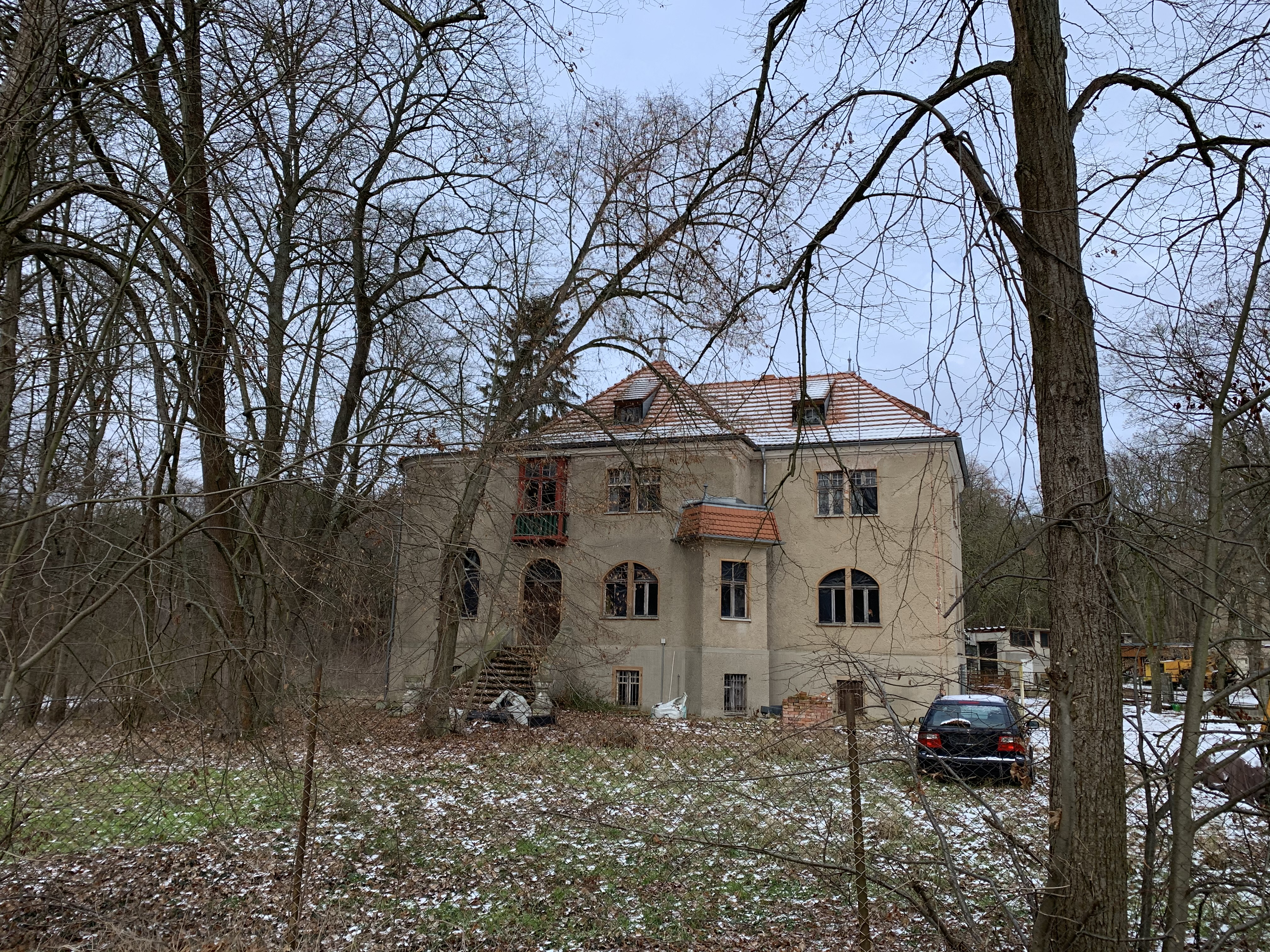
Hauptgebäude

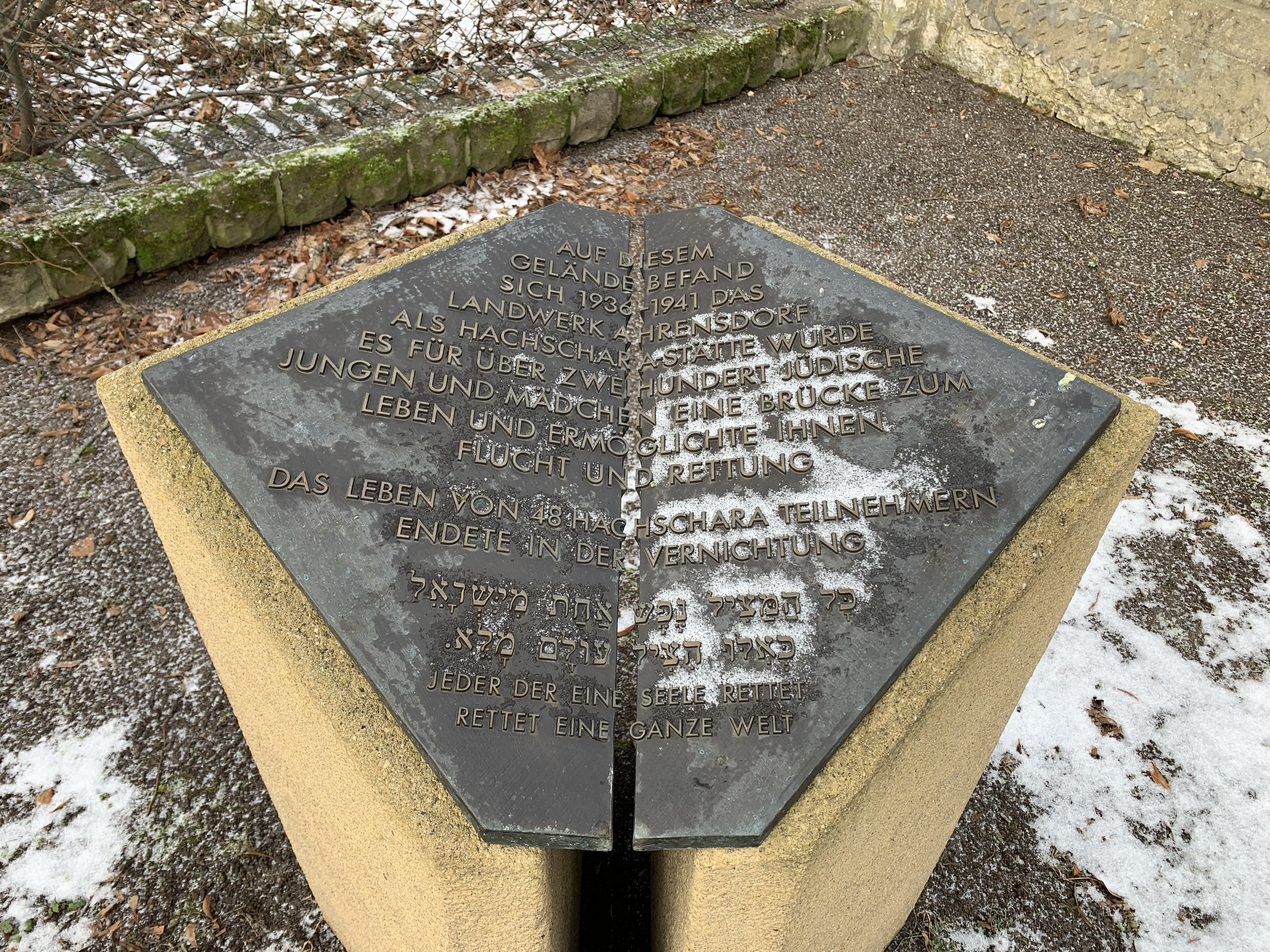
Gedenkstele vor dem ehemaligen Eingang

Das Jagdschloss wurde unter dem Namen Jagdidyll Berdotaris von dem Samengroßhändler Alfred Metz aus Berlin-Steglitz als Sommerresidenz für die Jagd im Brandenburgischen Anfang des 20. Jahrhunderts erbaut. Der Name Berdotaris kam von seinen beiden Töchtern Berta und Doris, die für die erste Namensgebung Pate standen. Das Haus mit seinen Nebengelassen wurde hauptsächlich für die Jagdausübung und die Betreuung eines Damwildgatters genutzt.
Seine denkmalschutzrechtliche Bedeutung nimmt das Jagdschloss aber aus seiner von 1936 bis 1941 nur kurz dauernden Funktion als Ausbildungsstätte (Hachscharalager) des jüdischen Pfadfinderbundes „Makkabi Hazair“ für Jugendliche, die sich auf die Ausreise nach Palästina vorbereiteten. Im Hachschara-Lager sollten die Jugendlichen die Landarbeit lernen, damit sie später nach ihrer Ausreise aus Nazideutschland in einem Kibbuz arbeiten und leben konnten. In dieser kurzen Zeit durchliefen ca. 200 Jugendliche das Landwerk, die sich auf ihre Reise nach Palästina vorbereiteten. Die letzten 48 jungen Menschen konnten ihren Weg nicht fortsetzen und wurden nach Auschwitz deportiert.
Nach dem Zweiten Weltkrieg dienten die Gebäude, das Schloss, die Stallungen und Nebengelasse dem Betrieb eines Versehrtenheims, in der DDR wurde dort ein Feierabendheim betrieben, das nach der Wende von der AWO weiterbetrieben wurde. Sie verließ 2003 wegen eines Neubaus das Schlossgelände. Nachdem das Gebäudeensemble Ende der 1990er Jahre in die Liste der Denkmäler des Landes Brandenburg aufgenommen wurde, veräußerte der damalige Eigentümer, der Landkreis Teltow-Fläming, das Anwesen an einen Privatmann, der seitdem in kleinen Schritten die Sanierung der umfangreichen Gebäudesubstanz betreibt.

„Am 5. Mai 1997 wurde durch den Förderverein ‚Hachschara Landwerk Ahrensdorf e. V.‘ im Beisein führender Persönlichkeiten des Landes Brandenburg; Kulturminister Steffen Reiche, Landrat Peer Giesecke, der Vizekonsul Israels Josef Levy, Harald-Albert Swik vom Förderverein und Bürgermeister Winand Jansen eine Gedenkstele zur Erinnerung an Hachschara, dem ehemaligen Landwerk Ahrensdorf, enthüllt.“

Die Texttafel der Stele schuf Manfred Stenzel.
Der Verein „Hachschara Landwerk Ahrensdorf e. V.“ zeigt in Trebbin eine Dauerausstellung.